# Neomerinthe folgori
Neomerinthe folgori är en fiskart som först beskrevs av Emil A.W. Postel och Roux, 1964.  Neomerinthe folgori ingår i släktet Neomerinthe och familjen Scorpaenidae. Inga underarter finns listade i Catalogue of Life.